# Agery
Agery är en ort i Australien. Den ligger i kommunen Yorke Peninsula och delstaten South Australia, omkring 120 kilometer nordväst om delstatshuvudstaden Adelaide.
Runt Agery är det mycket glesbefolkat, med 2 invånare per kvadratkilometer.. Närmaste större samhälle är Paskeville, omkring 20 kilometer nordost om Agery. 
Trakten runt Agery består till största delen av jordbruksmark. Genomsnittlig årsnederbörd är 502 millimeter. Den regnigaste månaden är juni, med i genomsnitt 90 mm nederbörd, och den torraste är december, med 12 mm nederbörd.